# クリスティーナ・キリケッラ
クリスティーナ・キリケッラ（Cristina Chirichella、1994年2月10日 - ）は、イタリアの女子バレーボール選手。ポジションはミドルブロッカー。イタリア代表。

## 来歴
ナポリ出身。2011年、ジュニア代表として出場したヨーロッパ選手権で銀メダルを獲得し、2012年の同大会では銅メダルを獲得した。
2013年、シニア代表に初選出される。同年のモントルーバレーマスターズでデビューを果たす。同年8月のワールドグランプリではレギュラーに抜擢され、5位に入った。2014年の世界選手権では4位入賞に大きく貢献した。2016年のリオ五輪世界最終予選ではベストブロッカー部門1位となる活躍で出場権獲得を果たした。
2017年から代表チームの主将を務め、同年のワールドグランプリで銀メダルを獲得、2018年に日本で開催された世界選手権でも準優勝を果たした。2019年、欧州選手権で銅メダル獲得した。2021年開催の東京2020オリンピックに出場した。

## 球歴
- オリンピック - 2016年、2021年
- 世界選手権 - 2014年、2018年
- ワールドグランプリ - 2013年、2014年、2015年、2016年、2017年
- バレーボールネーションズリーグ - 2018年、2019年
- 欧州選手権 - 2013年、2015年、2017年、2019年、2021年

## 所属クラブ
- Club Italia（2010-2012年）
- Robursport Volley Pesaro（2012-2013年）
- Pallavolo Ornavasso（2013-2014年）
- AGILバレー（2014-2024年）
- イモコ・コネリアーノ（2024年-）